# محمد زياد كبة
محمد زياد يحيى كبة (مواليد سنة 1951 بحلب) هو أكاديمي وباحث ومترجم سوري.

## مولده وتعليمه
وُلد في حلب بسوريا سنة 1951، أكمل تعليمه الثانوي في ثانوية المأمون عام 1969، والتحق بجامعة حلب حيث نال درجة الإجازة في اللغة الإنجليزية وآدابها عام 1973، ثم تابع دراسته العليا في جامعة لندن، فحصل على درجة الدكتوراة من مدرسة الدراسات الشرقية والإفريقية عام 1979.

## مناصبه
شارك في برنامج الدراسات العليا بكلية سنت جونز الأمريكية بين عامي 1980 و1984. وهو عضو العديد من الجمعيات العلمية والمهنية، واشرف على العديد من الرسائل الجامعية وله العديد من الكتب المنشورة.

## أعماله
ترجمات
- 1988: تشومسكي، تأليف جون ليونز
- 1995: مدارس اللسانيّات التسابق والتطوّر، تأليف سامسون جفري
- 2001: اللغة وسلوك الإنسان، تأليف ديريك بيكرتون
- 2006: الذاكرة في القشر الدماغي: مدخل تجريبي لشبكات الأعصاب عند الإنسان والحيوانات العليا، تأليف هواكين فوستر
- 2008: الثروة واقتصاد المعرفة، تأليف آلفين توفلر ووهايدي توفلر
- 2010: علم الأعصاب للمختصين في علاج أمراض اللغة والنطق، تأليف راسل لاف واندا ويب
- 2011: الغصن الذهبي، تأليف جيمس فريزر
- 2011: اللغة والدماغ، تأليف لورين أوبلر وكريس جيرلو
- 2011: ما قبل الهيمنة الأوروبية: النظام العالمي بين 1250 - 1350، تأليف جانيت أبو الغد
- 2016: أوتولاين والقطة الصفراء، تأليف كريس ريدل
- 2017: تاريخ الطاقة والحضارة، تأليف فاكلاف سميل
- 2017: النفايات مدخل إلى الشك والخطأ والعبث، تأليف جون سكانلان
- 2018: الأعشاب، تأليف ستيفن هاريس
- 2018: اللغة والزمن: مقارية لغوية معرفية، تأليف فيفيان إيفانز

## جوائز
حصل على جائزة مؤسسة الكويت للتقدم العلمي عن أفضل كتاب مترجم إلى العربية في معرض الكويت الدولي لعام 2002، عن ترجمته لكتاب ديريك بيكرتون (اللغة وسلوك الإنسان). كما فاز كتابه المُترجم عن اللغة الإنجليزية (الثروة واقتصاد المعرفة) بجائزة الشيخ زايد للكتاب فرع الترجمة سنة 2010.